# ジェドワード
ジェドワード（Jedward）は、ジョン・グライムスとエドワード・グライムス（いずれも1991年10月16日生まれ）により構成されるアイルランドの双子音楽デュオ。

## 来歴
ジェドワードはジョン&エドワード名義でXファクター第6シリーズ（2009年）に出場。6位に終わる。
2011年と2012年にユーロビジョン・ソング・コンテストに連続出場した。

## ディスコグラフィ
スタジオアルバム
- Planet Jedward (2010)
- Victory (2011)
- Young Love (2012)
- Voice Of A Rebel (2019)

シングル
- "All the Small Things" (2010)
- "Under Pressure (Ice Ice Baby)" (2010)
- "Lipstick" (2011)
- "Waterline" (2012)
- "Ferocious" (2014)
- "Make Your Own Luck" (2015)
- "Oh Hell No" (2015)
- "Leave A Mark" (2015)
- "Good Vibes" (2016)
- "The HOPE Song" (2016)
- "Hologram" (2016)
- "Oxygen" (2017)
- "Perfect Wonderland" (2018)
- "Karma" (2018)
- "Golden Years" (2018)
- "Soul Crushing" (2019)
- "Bodies In Action" (2019)
- "Taste The Heat" (2020)
- "Extraordinary" (2020)
- "Teenage Runaway" (2020)